# 梁明翰
梁明翰（1513年—1595年），字維憲，號岐泉，山西汾州孝義縣人，軍籍，明朝政治人物。

## 生平
山西鄉試第五十四名舉人。嘉靖二十六年（1547年）中式丁未科會試第一百六十九名，登第二甲第六十二名進士。都察院觀政，授刑部主事，厯员外、郎中，出为庆阳府知府，迁陕西副使，改陕西行太仆寺卿。隆慶二年（1568年）四月复出为陕西右叅政，五年正月迁四川按察使，十二月被御史刘尧卿弹劾不職，勒令致仕。年八十三卒。

## 家族
曾祖梁友；祖父梁志福；父梁雷，母任氏。具庆下。